# Doresia Krings
Doresia Krings (Radstadt, 13 de abril de 1977) es una deportista austríaca que compitió en snowboard, especialista en las pruebas de eslalon paralelo.
Ganó tres medallas de bronce en el Campeonato Mundial de Snowboard entre los años 2005 y 2007.

## Medallero internacional
| Campeonato Mundial | Campeonato Mundial | Campeonato Mundial | Campeonato Mundial       |
| Año                | Lugar              | Medalla            | Competición              |
| ------------------ | ------------------ | ------------------ | ------------------------ |
| 2005               | Whistler (Canadá)  | Medalla de bronce  | Eslalon paralelo         |
| 2005               | Whistler (Canadá)  | Medalla de bronce  | Eslalon gigante paralelo |
| 2007               | Arosa (Suiza)      | Medalla de bronce  | Eslalon paralelo         |